# Шауэнбург, Карл Германн
Карл Германн Шауэнбург (нем. Karl Hermann Schauenburg; 23 апреля 1819 или 23 апреля 1829, Бюнде — 21 октября 1876, Мёрс, Королевство Пруссия) — германский врач, медицинский писатель, журналист и драматург, автор одной из первых пьес на тему больничной жизни.

## Биография
С 1820 года жил в Херфорде, куда переехала его семья, среднее образование получил в гимназиях этого города и в Лингене. Затем последовательно изучал медицинские науки в университетах Бонна (с 1839 года), Лейпцига (с 1840 года) и Берлина (с 1842 года). Следующие несколько лет провёл в образовательных поездках по Европе, некоторое время жил в Праге. С 1846 по 1848 год был практикующим врачом в Херфорде и активно участвовал в политической жизни города, публикуя в местной газете статьи, в которых высказывал свои либеральные взгляды. В 1848—1849 годах практиковал в Билефельде, затем в Броденбахе, в 1849—1851 годах — в Обергродерхаузене. Всё это время публиковал политические статьи, вёл переписку с либеральными деятелями. В 1852 году вернулся в Броденбах, в скором времени занял должность помощника врача в офтальмологической клинике в Бонне. В октябре того же года в этом же городе защитил габилитационную диссертацию и некоторое время преподавал в Боннском университете в качестве приват-доцента и работал в его библиотеке, в 1854 году ушёл с преподавания и стал окружным врачом в Кастельяне. В 1855 году вернулся к преподаванию в Бонне, затем практиковал в Дюссельдорфе с 1857 по 1859 год и в Годесберге с 1859 по 1866 год, в 1866 году стал окружным врачом в Целле-на-Мозеле, в 1868 году переехал в Кведлинбург. Во время Австро-прусской войны был призван на службу в качестве военного врача. С 1875 года до конца жизни практиковал в Мерсе. Был похоронен на старом кладбище в Годесберге.
Писал по разнообразным отраслям медицины и гигиены. Основные работы: «Ueber die Befugniss des Selbstdispensirens, mit bes. Bezugnahme auf die sogen, homeopath. Heilmethode» (Эссен, 1848); «Ueber Cholestearinbildung in dem menschlichen Auge» (Эрланген, 1852); «Das Accommodationsvermögen der Augen» (Лар, 1854); «Ophthalmiatrik» (там же, 1856); «Der Augenspiegel, nebst. Beiträgen zur Diagnostik innerer Augenkrankheiten» (5 изданий, 1873); «Ueber den Gebrauch künstlicher Augen» (там же, 1862); «Baunscheidt’s Lebenswecker und die exanthemat. Heilmethode» (2 издания, 1876); «Erinnerungen aus dem preussischen Kriegslazarethleben von 1866» (Альтона, 1869); «Handbuch der öffentlichen und privaten Gesundheitspflege» («Biblioth. für Wissensch und Literat.», Берлин, 1876, т. IX); «Hygienische Studien über die Sonntagsruhe» (там же, 1876). Ему принадлежат также несколько беллетристических очерков (под псевдонимом «Ellen») и комедия (сцены из лазаретной жизни).